# ETA

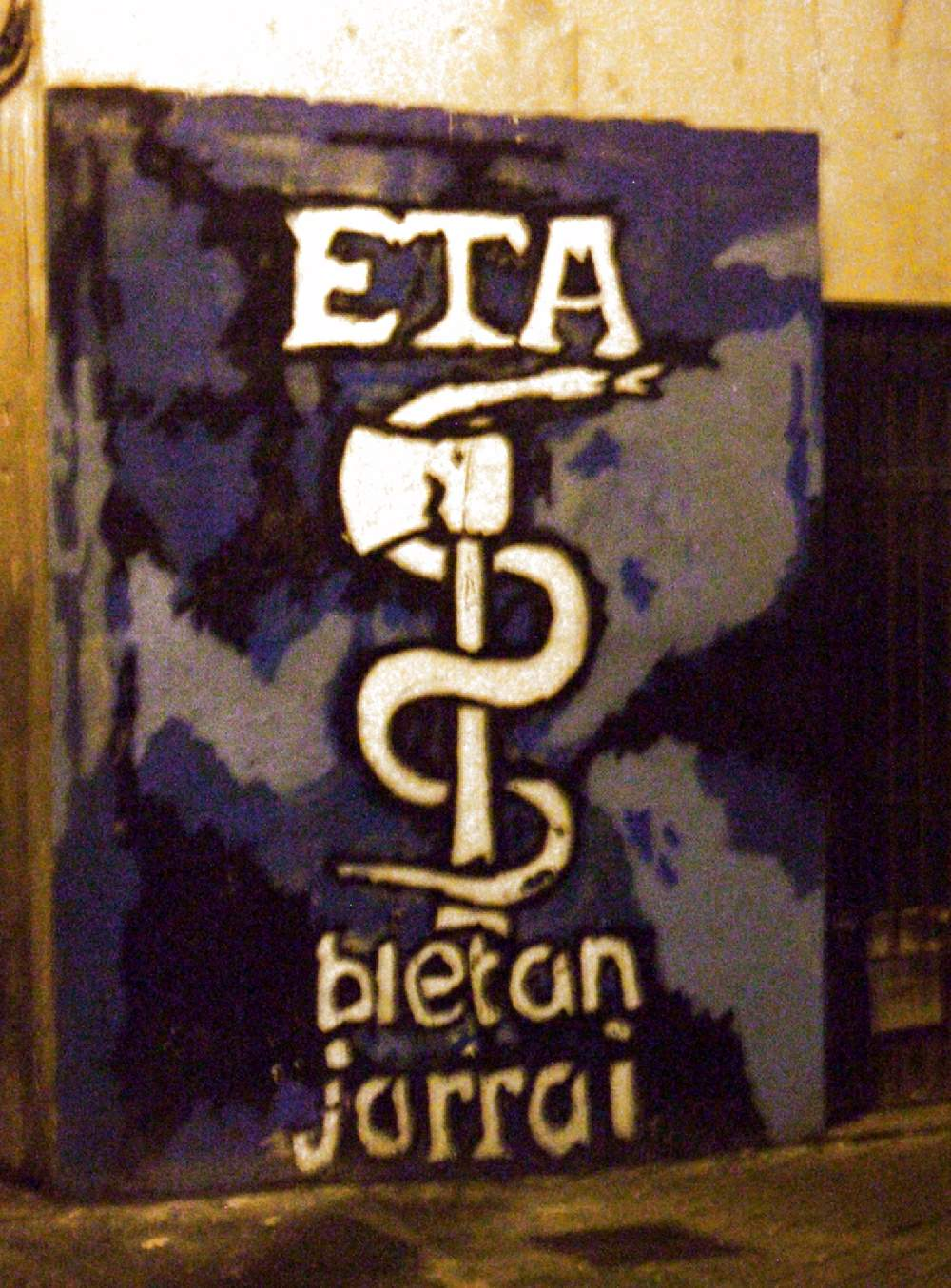

ETA, abreviere pentru Euskadi Ta Askatasuna (în bască Pământul Basc și Libertate sau Țara Bascilor și Libertate - cuvântul înseamnă și "și" în bască) a fost un grup terorist armat din Spania și Franța, care cere formarea unui stat socialist independent basc. Simbolul său este un șarpe încolăcit pe un topor. Deviza sa este Bietan jarrai ("Continuă ambele").